# The GTO's
Pour les articles homonymes, voir GTO.

The GTO's

The GTO's est un « groupe de groupies » des années 1960 originaire de Los Angeles, et l'un des tout premiers groupes purement féminins de l'histoire du rock. Il était composé de Miss Pamela (Pamela Des Barres), Miss Sparky (Linda Sue Parker), Miss Lucy (Lucy Offerall), Miss Christine (Christine Frka), Miss Sandra (Sandra Leano), Miss Mercy (Mercy Fontentot) et Miss Cynderella (Cynthia Wells).
Leur unique album, Permanent Damage, produit par Frank Zappa, est sorti en 1969. Des artistes comme le guitariste Ry Cooder, Jeff Beck, Davy Jones, ou Rod Stewart y ont participé. Le disque est ressorti en CD en 1989.
Le groupe débute sous le nom de « The Cherry Sisters » (« Les sœurs de la cerise », « cerise » ayant ici un sens argotique..), puis « The Laurel Canyon Ballet Company », mais changera son nom en The GTO's sous le conseil de Zappa, qui les finançait. Ce nouveau nom est un acronyme qui, d'après Stanley Booth, pourrait vouloir dire « Girls Together Outrageously » (littéralement « Filles ensemble outrageusement »), «  Girls Together Orally » (« oralement »), ou « Girls Together Only » (« seulement »), cette dernière option étant celle que Miss Lucy a confirmé dans une interview.